# Oribotritia pecki
Oribotritia pecki är en kvalsterart som beskrevs av Wojciech Niedbała 2006. Oribotritia pecki ingår i släktet Oribotritia och familjen Oribotritiidae. Inga underarter finns listade i Catalogue of Life.